# Herb gminy Puchaczów
Herb gminy Puchaczów – symbol gminy Puchaczów.

## Wygląd i symbolika
Herb przedstawia na tarczy w polu błękitnym postać św. Jana Chrzciciela w białych szatach, ze złotą aureolą i złotym krzyżem w lewej dłoni, stojący na zielonym polu, a za nim Baranek Boży. Jest to wizerunek pochodzący z pieczęci miasta Puchaczów z 1570, Jan Chrzciciel był patronem miasta, a wśród benedyktynów, właścicieli Puchaczowa, był on czczony jako patron kościoła, w którym został pochowany św. Benedykt z Nursji.